# Naine bleue (stade de naine rouge)
Pour les articles homonymes, voir Naine bleue.

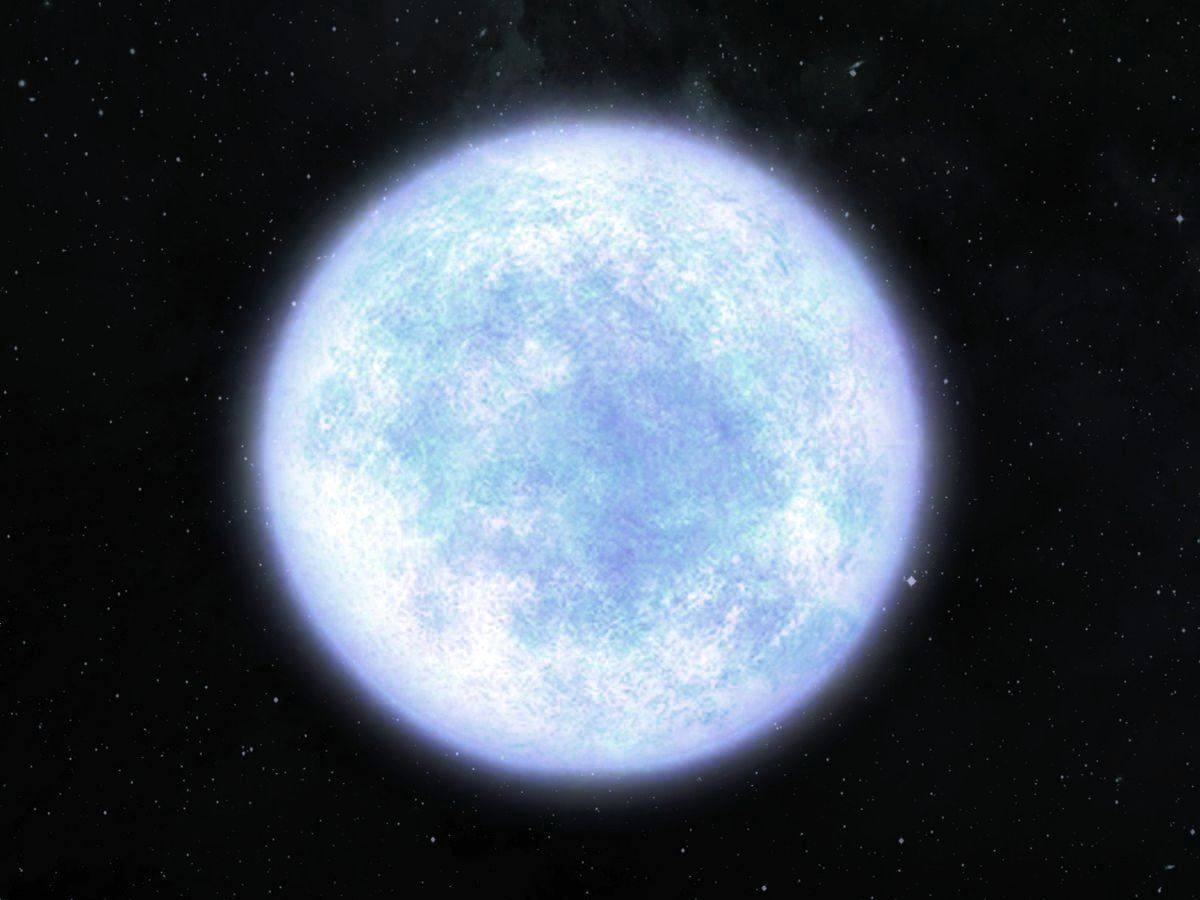
Vue d'artiste d'une étoile naine bleue.

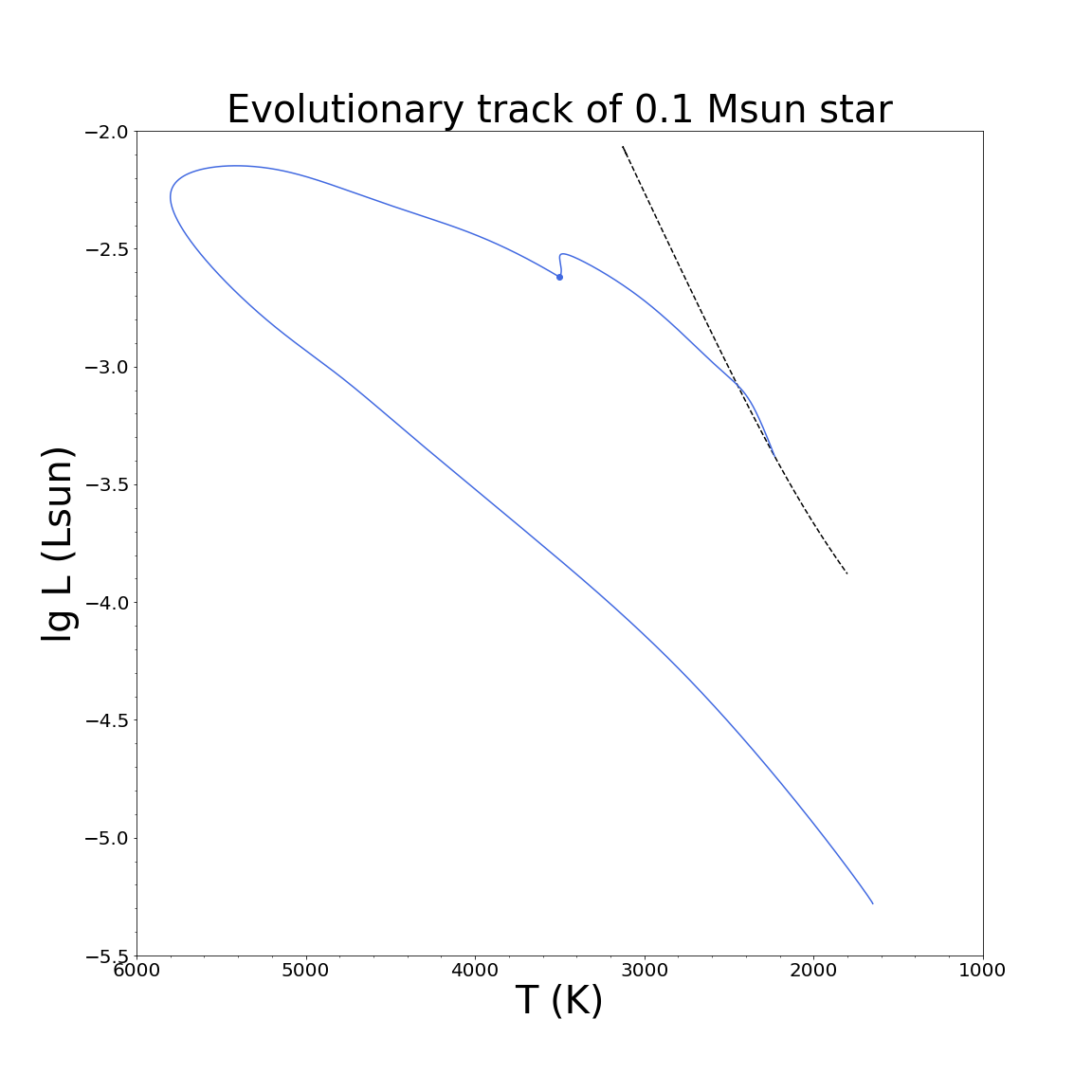
Courbe évolutive d'une étoile de 0,1 dans le diagramme de Hertzsprung-Russell.
La courbe noire est la séquence principale, avec le point de départ pour la masse considérée.
La courbe bleue traduit le calcul de cette évolution future.

Une naine bleue est une étoile hypothétique qui provient de l'évolution d'une étoile naine rouge après qu'elle a épuisé une grande partie de son hydrogène. Puisque des étoiles naines rouges fusionnent leur hydrogène lentement et sont entièrement convectives (permettant ainsi qu'un plus grand pourcentage de leur provision totale d'hydrogène soit fusionnée), l'Univers n'est pas actuellement assez vieux pour que des naines bleues aient eu le temps de se former. Leur existence prévue repose uniquement sur des modèles théoriques.
Les étoiles augmentent leur luminosité quand elles vieillissent et une étoile plus lumineuse doit émettre l'énergie plus rapidement pour maintenir son équilibre hydrostatique. Les étoiles plus massives que les naines rouges le font en augmentant leur taille et devenant des géantes rouges, d'une plus grande superficie. Cependant, plutôt que l'expansion, il est prévu que les naines rouges d'une masse inférieure à 0,25 masse solaire augmentent leur taux radiatif en augmentant leur température de surface et deviennent « plus bleues ». C'est parce que les couches superficielles des naines rouges ne deviennent pas significativement plus opaques avec l'augmentation de la température.
Les naines bleues évolueront finalement en naines blanches une fois que leur carburant, l'hydrogène, sera complètement épuisé. Finalement ces naines blanches se transformeront ensuite en naines noires.